# Adolfo Rodríguez Saá
Adolfo Rodríguez Saá (nascut el 25 de juliol de 1941) és un polític argentí que governà Argentina durant 7 dies el 2001.
Germà de l'actual Governador de San Luis, Alberto Rodriguez Saá. Peronista, va ocupar la governació de la província de San Luis durant 18 anys, entre el 1983 i 2001. En el 2001, després de la fi del interinat de Ramón Puerta, va ser elegit president interí de la Nació en sessió conjunta del Congrés de la Nació Argentina.
El govern de Rodríguez Saá va durar només 7 dies. Durant aquest període va resoldre la cessació de pagaments del deute extern amb els creditors privats. Va renunciar al càrrec, deixant lloc al president de la Camára de Diputats del Congrés, Eduardo Camaño. Es va postular a les eleccions presidencials de 2003, obtenint el quart lloc.